# 레이나 광장

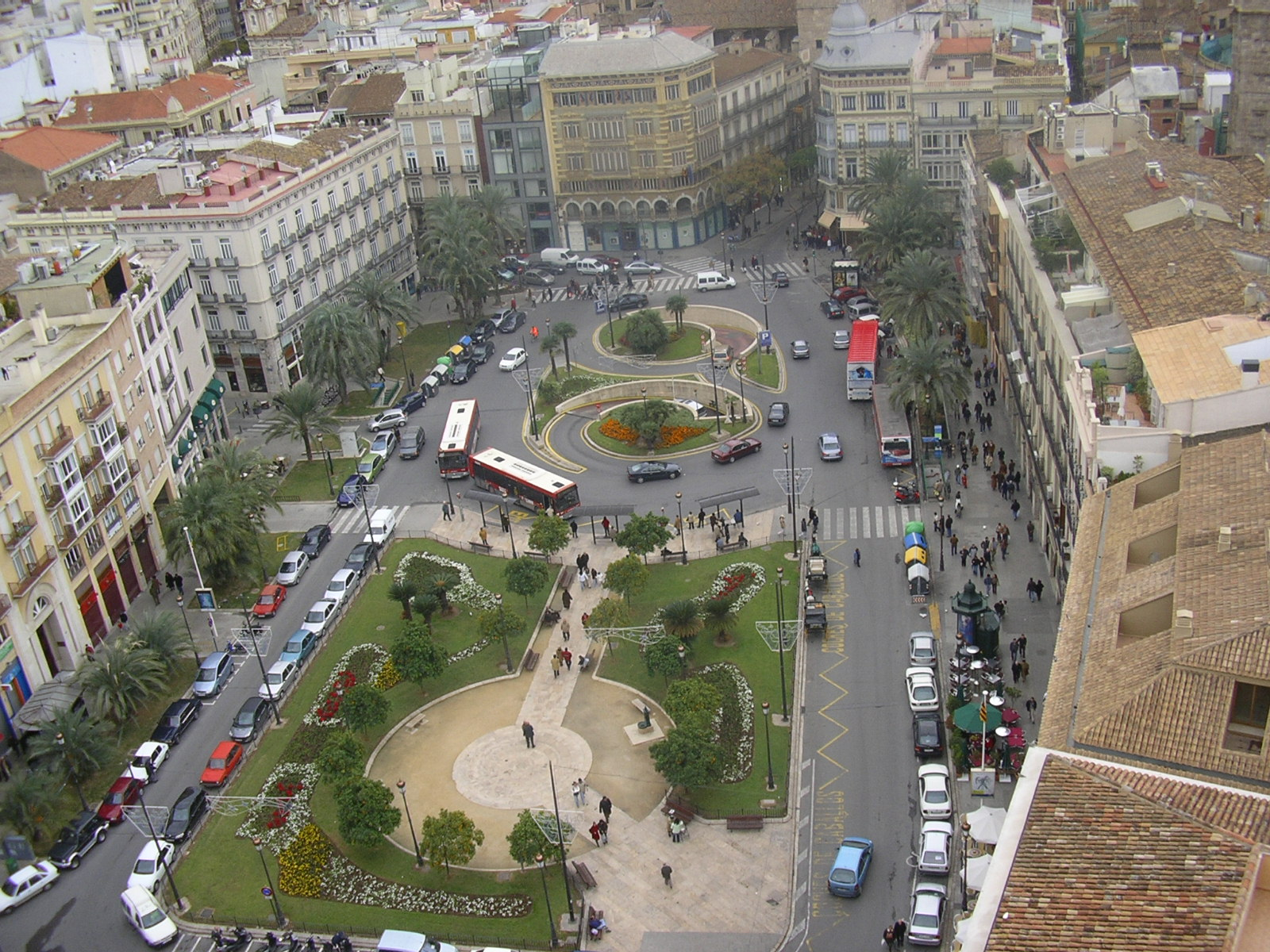
레이나 광장

레이나 광장(스페인어: Plaza de la Reina)은 스페인 발렌시아에 있는 광장으로, 발렌시아 대성당이 위치하고 있다.